# Travis Oleksuk
Travis Oleksuk, född 3 februari 1989, är en kanadensisk professionell ishockeyspelare som spelar för San Jose Sharks i NHL.
Han blev aldrig draftad av något lag.